# Nakae Tōju
Nakae Tōju (21 de abril de 1608-11 de octubre de 1648) fue un filósofo confuciano japonés conocido como "el sabio de Ōmi".
Nakae era un siervo que vivió durante el shogunato Tokugawa. Enseñaba que la más alta virtud era la piedad filial (kō), y actuó según este principio; así, en 1634 dejó un puesto oficial para regresar a su hogar en Takashima, Ōmi, para cuidar a su madre. 
Distinguía, sin embargo, entre sho-kō y dai-kō: menor y mayor piedad filial. Sho-kō es el cuidado normal que deben los hijos a sus padres; dai-kō es la noción de que nuestros padres humanos son los hijos de padres divinos, y en consecuencia, si los padres de uno están equivocados, se debe animarlos a regresar a la virtud.
También se caracterizó por creer que sus enseñanzas serían útiles no sólo a los hombres, sino también a las mujeres. Al mismo tiempo que aceptaba el convencionalismo de que las mujeres usualmente adolecían de virtudes tales como la compasión y la honestidad, argumentaba: "si la disposición de la esposa es saludable y piadosa, obediente, simpática y honesta, entonces... cada miembro de su familia estará en paz y toda la casa estará en perfecto orden"
Al principio, Nakae siguió las enseñanzas del filósofo chino neoconfuciano Zhu Xi, pero eventualmente fue más influenciado por Wang Yang-ming, quien enseñaba la primacía de la intuición humana o conciencia sobre el intelecto: el perfeccionamiento moral surge de la acción basada en la conciencia (comparar con la ética aristotélica). También agregó un aspecto más religioso a la "Escuela de la Intuición de la Mente" de Wang, llamando a la conciencia humana la "divina luz del cielo". Sus enseñanzas también proveyeron a sus seguidores (entre ellos Kumazawa Banzan) con "el fundamento moral para la acción política".

## Obras
- 1928: Nakae Tōju sensei zenshu [collected works] (Shiga: Toju-shoin)